# Formose Mendy (football, 2001)
Pour les articles homonymes, voir Formose Mendy et Mendy.
Formose Mendy, né le 2 janvier 2001 à Dakar au Sénégal, est un footballeur international sénégalais qui évolue au poste de défenseur central au FC Lorient. Il possède également la nationalité bissaoguinéenne.

## Biographie

### En club
Début octobre 2020, il s'engage en faveur du Club Bruges KV et intègre le club NXT, son équipe réserve évoluant en Division 1B, le deuxième échelon belge.
Le 19 juin 2021, l'Amiens SC annonce son arrivée et sa signature pour les quatre prochaines saisons.
Il s'impose très vite dans la défense picarde, et est l'une des rares satisfactions de la saison car le club termine 14e, loin de ces ambitions de montée. Il est logiquement pisté par de nombreux clubs durant le mercato estival 2022, dont le Stade rennais FC et l'Eintracht Francfort, mais il reste finalement une saison supplémentaire à Amiens.
La saison suivante confirme le potentiel du sénégalais, lui permettant des premières apparitions avec le Sénégal, ainsi qu'une sélection pour la coupe du monde 2022 au Qatar. Durant le mercato hivernal, il est de nouveau très convoité par des clubs anglais dont West Ham et Southampton, mais aussi par des clubs de ligue 1 dont Reims, Lens et Monaco,. Annoncé sur le départ durant tout le mois de janvier, il restera finalement avec le club picard.
En juillet 2023, il quitte l'Amiens SC en signant un contrat jusqu'en 2028 avec le FC Lorient, contre 7,5 millions d'euros. Il ne parvient pas à s'imposer en Bretagne où le FCL lutte pour son maintien en Ligue 2. Au terme de la saison qui voit Lorient être relégué, il compte 18 apparitions en championnat pour seulement 13 titularisations, recevant tout de même 6 cartons jaunes. Olivier Pantaloni prend les rênes de l'équipe pour la saison 2024-2025 et forme une charnière composée de Mendy et Montassar Talbi pour la première journée de championnat à Martigues (victoire 0-1). Néanmoins, il perd sa place au fil de la saison, voyant Julien Laporte s'imposer au côté de l'international tunisien.

### En équipe nationale
Avec les moins de 20 ans, il participe à la Coupe d'Afrique des nations junior en 2019. Lors de cette compétition organisée au Niger, il joue cinq matchs. Le Sénégal s'incline en finale face au Mali après une séance de tirs au but. Il dispute ensuite quelques mois plus tard la Coupe du monde des moins de 20 ans organisée en Pologne. Lors du mondial junior, il ne joue qu'un seul match, contre le pays organisateur. Le Sénégal s'incline en quart de finale face à la Corée du Sud, après une séance de tirs au but.
Le 11 novembre 2022, il est sélectionné par Aliou Cissé pour participer à la Coupe du monde 2022. Le 29 décembre 2023, il est retenu dans la liste des vingt-sept joueurs sénégalais sélectionnés par Aliou Cissé pour disputer la Coupe d'Afrique des nations 2023.

## Statistiques

### Statistiques détaillées
| Saison                | Club                  | Championnat           | Championnat | Championnat | Championnat | Coupe(s) nationale(s) | Coupe(s) nationale(s) | Coupe(s) nationale(s) | Total | Total | Total |
| Saison                | Club                  | Division              | M.          | B.          | P.d.        | M.                    | B.                    | P.d.                  | M.    | B.    | P.d.  |
| 2020-2021             | Club NXT              | Division 1B           | 12          | 0           | 0           | -                     | -                     | -                     | 12    | 0     | 0     |
| 2021-2022             | Amiens SC             | Ligue 2               | 31          | 1           | 0           | 5                     | 1                     | 0                     | 36    | 2     | 0     |
| 2022-2023             | Amiens SC             | Ligue 2               | 32          | 1           | 0           | -                     | -                     | -                     | 32    | 1     | 0     |
| Sous-total            | Sous-total            | Sous-total            | 63          | 2           | 0           | 5                     | 1                     | 0                     | 68    | 3     | 0     |
| 2023-2024             | FC Lorient            | Ligue 1               | 18          | 0           | 0           | -                     | -                     | -                     | 18    | 0     | 0     |
| 2024-2025             | FC Lorient            | Ligue 2               | 22          | 1           | 0           | -                     | -                     | -                     | 22    | 1     | 0     |
| Sous-total            | Sous-total            | Sous-total            | 40          | 1           | 0           | -                     | -                     | -                     | 40    | 1     | 0     |
| Total sur la carrière | Total sur la carrière | Total sur la carrière | 115         | 3           | 0           | 5                     | 1                     | 0                     | 120   | 4     | 0     |

### En sélection nationale
| Saison                | Sélection             | Phases finales        | Phases finales | Phases finales | Phases finales | Éliminatoires | Éliminatoires | Éliminatoires | Matchs amicaux | Matchs amicaux | Matchs amicaux | Total | Total | Total |
| Saison                | Sélection             | Compétition           | M              | B              | Pd             | M             | B             | Pd            | M              | B              | Pd             | M     | B     | Pd    |
| --------------------- | --------------------- | --------------------- | -------------- | -------------- | -------------- | ------------- | ------------- | ------------- | -------------- | -------------- | -------------- | ----- | ----- | ----- |
| 2022-2023             | Sénégal               | Coupe du monde 2022   | -              | -              | -              | 2             | 0             | 0             | 2              | 0              | 0              | 4     | 0     | 0     |
| 2023-2024             | Sénégal               | CAN 2023              | -              | -              | -              | 2             | 0             | 0             | 2              | 1              | 0              | 4     | 1     | 0     |
| 2024-2025             | Sénégal               | -                     | -              | -              | -              | 3             | 0             | 0             | -              | -              | -              | 3     | 0     | 0     |
| Total sur la carrière | Total sur la carrière | Total sur la carrière | -              | -              | -              | 7             | 0             | 0             | 4              | 1              | 0              | 11    | 1     | 0     |

### Liste des matchs internationaux
| Matchs internationaux de Formose Mendy | Matchs internationaux de Formose Mendy | Matchs internationaux de Formose Mendy                    | Matchs internationaux de Formose Mendy | Matchs internationaux de Formose Mendy | Matchs internationaux de Formose Mendy  | Matchs internationaux de Formose Mendy                         |
|                                        | Date                                   | Lieu                                                      | Adversaire                             | Résultats                              | Compétitions                            | Notes                                                          |
| -------------------------------------- | -------------------------------------- | --------------------------------------------------------- | -------------------------------------- | -------------------------------------- | --------------------------------------- | -------------------------------------------------------------- |
| 1.                                     | 24 septembre 2022                      | Stade de la Source, Orléans, France                       | Bolivie                                | 0 - 2                                  | Match amical                            | Rentre en jeu à la 85e minute à la place de Moustapha Name.    |
| 2.                                     | 27 septembre 2022                      | BSFZ-Arena, Maria Enzersdorf, Autriche                    | Iran                                   | 1 - 1                                  | Match amical                            | Titulaire.                                                     |
| 3.                                     | 28 mars 2023                           | Stade national de Maputo, Maputo, Mozambique              | Mozambique                             | 0 - 1                                  | Éliminatoires de la CAN 2023            | Rentre en jeu à la 66e minute à la place de Youssouf Sabaly.   |
| 4.                                     | 17 juin 2023                           | Stade de l'Amitié Général Mathieu Kérékou, Cotonou, Bénin | Bénin                                  | 1 - 1                                  | Éliminatoires de la CAN 2023            | Titulaire.                                                     |
| 5.                                     | 18 novembre 2023                       | Stade Abdoulaye-Wade, Diamniadio, Sénégal                 | Soudan du Sud                          | 4 - 0                                  | Éliminatoires de la Coupe du monde 2026 | Rentre en jeu à la 63e minute à la place de Krépin Diatta.     |
| 6.                                     | 8 janvier 2024                         | Stade Abdoulaye-Wade, Diamniadio, Sénégal                 | Niger                                  | 1 - 0                                  | Match amical                            | Rentre en jeu à la 60e minute à la place de Krépin Diatta.     |
| 7.                                     | 26 mars 2024                           | Stade de la Licorne, Amiens, France                       | Bénin                                  | 1 - 0                                  | Match amical                            | Titulaire.                                                     |
| 8.                                     | 9 juin 2024                            | Stade Cheikha Ould Boïdiya, Nouakchott, Mauritanie        | Mauritanie                             | 0 - 1                                  | Éliminatoires de la Coupe du monde 2026 | Rentre en jeu à la 46e minute à la place de Habib Diarra.      |
| 9.                                     | 9 septembre 2024                       | Bingu National Stadium, Lilongwe, Malawi                  | Burundi                                | 0 - 1                                  | Éliminatoires de la CAN 2025            | Titulaire.                                                     |
| 10.                                    | 11 octobre 2024                        | Stade Abdoulaye-Wade, Diamniadio, Sénégal                 | Malawi                                 | 4 - 0                                  | Éliminatoires de la CAN 2025            | Titulaire et remplacé par Habib Diarra à la 52e minute de jeu. |
| 11.                                    | 15 octobre 2024                        | Bingu National Stadium, Lilongwe, Malawi                  | Malawi                                 | 0 - 1                                  | Éliminatoires de la CAN 2025            | Titulaire.                                                     |

### Buts internationaux
| Buts internationaux de Formose Mendy | Buts internationaux de Formose Mendy | Buts internationaux de Formose Mendy      | Buts internationaux de Formose Mendy | Buts internationaux de Formose Mendy | Buts internationaux de Formose Mendy | Buts internationaux de Formose Mendy |
|                                      | Date                                 | Lieu                                      | Adversaire                           | Score                                | Résultats                            | Compétitions                         |
| ------------------------------------ | ------------------------------------ | ----------------------------------------- | ------------------------------------ | ------------------------------------ | ------------------------------------ | ------------------------------------ |
| 1                                    | 8 janvier 2024                       | Stade Abdoulaye-Wade, Diamniadio, Sénégal | Niger                                | 1 - 0                                | 1 - 0                                | Match amical                         |

## Palmarès
- Champion de Ligue 2 en 2025 avec le FC Lorient.

### Avec l'équipe du Sénégal
- Finaliste de la Coupe d'Afrique des nations junior en 2019